# Alfred Jolivet
Alfred Jolivet, né le 23 août 1885 à Arçay (Cher) et mort le 20 février 1966 à Skodsborg (en) (Danemark), est un professeur d'université français, germaniste et spécialiste des langues scandinaves.  

## Biographie
Alfred Émile Jolivet est élève de l'École normale supérieure (reçu en 1904), dont il ressort licencié ès lettres en 1906. Il est agrégé d'allemand en 1909 et obtient un doctorat ès lettres en 1922.
L'enseignement d'Alfred Jolivet recouvre tant les études germaniques que scandinaves. Après avoir enseigné dans plusieurs lycées, Alfred Jolivet devient ainsi successivement maître de conférences d'allemand à la Faculté des lettres d'Alger en 1920, professeur de langue et littérature germaniques à la Faculté des lettres de Paris en 1923, maître de conférences de langue et littérature scandinaves en 1930 puis professeur de langue et littérature scandinaves en 1937, toujours à la Faculté des lettres de Paris. Il est admis à la retraite le 30 septembre 1955.
Il est mobilisé durant la Première Guerre mondiale. 
Alfred Jolivet fait partie des initiateurs du développement des études scandinaves en France. À cet égard, il occupe les fonctions de directeur de l'Institut d'études scandinaves, rattaché à la Faculté des lettres de Paris, à partir de 1930.
Quant au versant germaniste de son enseignement, il est chargé d'un cours de moyen-haut-allemand après l'élection d'Ernest Tonnelat au Collège de France en 1936. Il dirige également, en compagnie de Fernand Mossé, la collection de philologie germanique chez Aubier. Il intervient en qualité d'examinateur d'allemand à l'École normale supérieure et à l'École navale et est, par ailleurs, membre du jury d'agrégation d'allemand.  
Alfred Jolivet est également à l'origine de la création d'une chaire de néerlandais à la Faculté des lettres de Paris. 
Enfin, Alfred Jolivet entretient des activités de résistance pendant la guerre, en aidant notamment certains étudiants à échapper au Service du travail obligatoire (STO).

## Distinctions
Alfred Jolivet est nommé officier de la Légion d'honneur en 1952. Il est décoré de la croix de guerre 14-18 et reçoit également plusieurs décorations des pays scandinaves (Danemark, Suède, Islande, Norvège). Il est docteur honoris causa de l'Université de Göteborg.